# هيرنان-بيريز
بلدية هيرنان-بيريز (بالإسبانية: Hernán-Pérez)‏، هي بلدية تقع في مقاطعة قصرش والتي تقع في منطقة إكستريمادورا، غرب إسبانيا.
يبلغ عدد سكانها 501 نسمة وفقاً لإحصائية سنة (2002).